# نصرت‌آباد (دلفان)
نصرت‌آباد (دلفان)، روستایی از توابع بخش کاکاوند شهرستان دلفان در استان لرستان ایران است.

## جمعیت
این روستا در دهستان کاکاوند شرقی قرار دارد و براساس سرشماری مرکز آمار ایران در سال ۱۳۸۵، جمعیت آن ۲۵۱ نفر (۴۷خانوار) بوده‌است.